# Bristen
Bristen är en bergstopp i Schweiz.   Den ligger i kantonen Uri, i den centrala delen av landet, 100 km öster om huvudstaden Bern. Toppen på Bristen är 3 073 meter över havet.
Terrängen runt Bristen är huvudsakligen mycket bergig. Närmaste större samhälle är Erstfeld, 9,4 km norr om Bristen. 
Trakten runt Bristen består i huvudsak av gräsmarker. Runt Bristen är det glesbefolkat, med 11 invånare per kvadratkilometer.